# Jacob Alexander Ros
Jacob Alexander Ros (Aardenburg, 10 januari 1896 – Heerlen, 8 januari 1984) was een Nederlands pianist en koordirigent.
Hij was zoon van kleermaker Alexander Ros en Anna Susanna Boodt. Hijzelf was getrouwd met Christel Krahnen.
Het zag er niet naar uit dat hij in de muziekwereld zijn brood zou verdienen; hij ging in het onderwijs. In de periode 1912 tot 1916 had hij echter muzieklessen van Carl Johann Cleuver in Middelburg; hij kon die studie bekostigen vanwege het (Stichting) Bomme-Van den Broeckefonds. De daarop volgende vier jaar kreeg hij les in Amsterdam aan het Conservatorium van Amsterdam, docenten waren Julius Röntgen (piano) en Bernard Zweers (muziektheorie). Aanvullende opleidingen vonden nog plaats in Leipzig en München onder andere bij Josef Pembaur. Hij vestigde zich in Keulen van waaruit hij optrad als concertpianist, maar waar hij ook les gaf. Hij werd er vastgelegd op tekening door Anton Räderscheidt.
In 1935 vestigde hij zich weer in Zeeland en werd onder meer dirigent van het koor "Polyhymnia" in Oostburg, de "Aardenburgsche Zangvereniging" en de "Aardenburgsche Fanfare" en maakte tot in de Tweede Wereldoorlog deel uit van het provinciale muziekleven. Daarna trok hij naar Limburg en was er dirigent van "Zangvereniging Crescendo" en "Mannenkoor David" in Spekholzerheide.